# ナゴムレコード
ナゴムレコードは、1983年より断続的に活動している日本のインディーズレーベル。通称ナゴム。主宰者はケラ（現・ケラリーノ・サンドロヴィッチ）。

## 概要
- 1980年代後半において、インディーズアーティストを専門に扱うレーベルとしてはキャプテンレコード、トランスレコードなどと並ぶ最大手レーベルの一つであった。当時のサブカルチャーの一端を担い、1990年代以降に著名となった多くのミュージシャン、クリエイターや俳優を輩出したことで知られる。
- レーベル作成当初は、ケラのバンド有頂天と、加藤賢崇・岸野雄一らのバンド東京タワーズのみが所属しており、加藤・岸野らは2つのバンドのみの共同レーベルと考えていた。だが、ケラが独自に多くのバンドをスカウトしてレコード化していき、自然の流れでケラが主宰者となった。
- 「ナゴムレコード」という名前を決めたのは岸野雄一と川勝正幸であるという[1]。先鋭的な活動をするからレーベル名くらいは「和む」がいいというのが、その理由。
- メジャーレコード会社はもちろん、どのインディーズレーベルでも引っかからない個性の塊の様なバンド（ケラ曰く「はぐれものとか、弱者とかの為の音楽をやってる人達」）を積極的に取り上げた。在籍するミュージシャンの音楽性はさまざまだったが、いずれも外見・パフォーマンス面も含め異彩を放つ個性派と目された。
- ジャケットイラストの多くは、同じく「異端者」の集まりであった漫画雑誌『ガロ』の漫画家が手掛けている。
- 所属アーティストのライヴに来場するファンに多く見受けられた、奇抜なファッションをした女性たちを「ナゴムギャル」、男性を「ナゴムキッズ」と呼んだ[2]。1990年代後半、石野卓球（電気グルーヴ）プロデュースでデビューした篠原ともえの「シノラー」ファッションに共通点がみられ、彼女は「平成のナゴムギャル」といわれた。
- 2013年7月24日、ケラがTwitter上で創立30周年を機に新生ナゴムレコードを立ち上げると発表した。ケラと鈴木慶一との共同運営体制となり[3]、第1弾作品として2人のユニットであるNo Lie-Senseのファースト・アルバムが11月6日にリリースされた[4]。

## 所属アーティスト

### 過去の代表的な在籍アーティスト
※五十音順。詳細およびメジャーデビュー後の動向については、各バンド・人物項目を（存在するものは）参照
- 有頂天／ケラ（ソロ名義、Mr.ナゴム／ケラ&ジ・インディーズなど）

主宰者のケラがヴォーカルを務めるニュー・ウェイヴ／テクノポップ・バンド。ウィラード、ラフィンノーズと共にインディーズ御三家と呼ばれた。チューリップの「心の旅」のカヴァーで、インディーズ初のオリコンチャート入り。
1986年メジャーデビュー、1991年解散。2014年12月再結成。
- 空手バカボン

筋肉少女帯の大槻ケンヂ・内田雄一郎とケラの3人によるユニット。チープなカセット伴奏などに合わせた歌と、その間に挟み込まれる寸劇が特徴。
現在も正式に解散はしておらず、メンバーがメインで活動しているバンドのライブやイベントにゲストとして出演することが多い。2006年にはCD再発記念としてライブを行うなど、断続的に活動を行っている。
YMOの「ライディーン」に歌詞をつけた替え歌「来たるべき世界」は、本家YMO音源に対抗しエレクトーンでのチープな演奏にボーカルが乗っている。
- 筋肉少女帯

大槻ケンヂ（当時・大槻モヨコ）、内田雄一郎、三柴理（当時・三柴江戸蔵）、みのすけ（当時・美濃介）、関口博史らによるロックバンド（メジャーデビュー時メンバー。メンバーの変遷はバンドの項目参照）。
1987年、ナゴムからEP盤「高木ブー伝説」を発表。1988年メジャーデビュー。
- 死ね死ね団

正式名称は「大日本帝国初代新所沢愚連隊死ね死ね団」。
ボーカル中卒の独特の世界観を持つ歌詞と、ハードかつストレートなパンク・ロックが特徴だったバンド。
ナゴム後期はBUCK-TICKの影響で、ビートロックへと移行。氣志團へ多大な影響を与えたバンドの一つ。
- 人生 (ZIN-SAY!)

石野卓球（当時・卓球）、ピエール瀧（当時・畳三郎、ピエール畳）らによるニュー・ウェイヴ・ユニット。
テクノポップを打ち出した音楽性と、楽器を演奏しないメンバーによる奇怪なパフォーマンス、小学生感覚の下ネタを含む言葉選びに特徴がみられる歌詞が注目された。当時の卓球は顔に白塗りメイクをし、畳（瀧）はドラえもんやゴルゴ13のコスプレなどをしていた。
他のアーティストと比べ、曲の長さが短いものが多く、数秒で終わるような極端に短いものもある。
メンバー・おばば（EX分度器）の脱退に伴い、1989年事実上の解散を経て、瀧のパフォーマンスはそのままにハウス、ヒップホップなどの作風も取り入れたテクノ・バンド「電気グルーヴ」を結成、1991年メジャーデビュー。
- たま

石川浩司、知久寿焼、滝本晃司、柳原幼一郎（現・柳原陽一郎）によるバンド。石川、知久、柳原で結成。柳原が最初の脱退を申し出た時にベーシスト加入を残留条件にしたため、ベーシストを募集。別にバンドを組んでいたが、他のメンバーが逃げてしまい一人だけになってしまっていたベース未経験の滝本一人が応募し加入する。二昔前の田舎の青年みたい出で立ちと友部正人の作風と共通したシュールで一聴するだけでは理解出来ない歌詞をアコースティック(ベースはエレキベース)サウンドに乗せて歌う。1995年に柳原が脱退する。以後は石川、知久、滝本で活動を継続。活動後期はアコースティックサウンドにエレキギターやシンセサイザーも入る。
『三宅裕司のいかすバンド天国』では地味ながら楽曲と出で立ちからイロモノバンドにされている。
『三宅裕司のいかすバンド天国』（イカ天）出場をきっかけに「さよなら人類」が一躍ブームとなる。ナゴムから発売されたEP『でんご』・LP『しおしお』の売上により、ナゴムレコードは抱えていた借金を完済した。1990年メジャーデビュー後、同年の『NHK紅白歌合戦』に出場した。2003年解散。
- ばちかぶり

現在俳優として知られる田口トモロヲがヴォーカルを務める、初期はパンク、後期はファンクバンド。
1990年メジャーデビュー。その後、トモロヲの俳優活動本格化に伴い活動休止。
大槻ケンヂがソロ・メジャーデビューの際、代表曲「オンリーユー」をカヴァーしている。
- マサ子さん

ナゴムギャルであったマユタンとサブリナの姉妹をボーカルとし、編成に大正琴を取り入れたガールズバンド。
『イカ天』出場後、正式な解散はしないまま1994年活動休止。メンバーのうちサブリナ、カナンは逝去。
その後もマユタンは音楽活動の他、アニメ『学校のコワイうわさ 花子さんがきた!!』NHK教育テレビ『うたってオドロンパ』等で、声優・楽曲提供を担当するなど様々な分野でマルチに活動中。

### その他の過去在籍アーティスト（一時所属含む）
※五十音順
- アルルカン
- 痛郎

トランスレコードにも所属したプログレバンド。当時、痛郎のメンバーが前座を受け持っていた関係で町田町蔵（現・町田康）によりバンド名が決まる。メンバー交代による休止と復活を繰り返しつつ、現在も活動中。
- エピークラブ
- えろちか
- オレンヂチューブ

1984年にナゴムよりリリースしたEP盤「ORANGE TUBE」はケラによるとナゴムで一番売れなかったレコードであるという。1985年8月にNHKで放送された「インディーズの逆襲」に出演したケラ曰く「売れてるバンドはばちかぶり、売れないバンドはオレンジチューブ」「買う人がいれば売れます」「カワナイカライケナイ」。
- カーネーション

メンバーは直枝政広、大田譲（現在）。
ナゴムよりリリースしたシングル「夜の煙突」は、ナゴムの中で二番目に売れなかったレコードだったが、後に森高千里がカバーして有名になる。
- カステラ

大木知之（現・TOMOVSKY）がボーカルを務めていた。1989年メジャーデビュー、1993年解散。
- カヌーズ
- クララサーカス

ポスト・パンクの要素を入れつつ、ピアノ・バイオリン・ヴォーカルという編成と童話のような歌詞が特徴的な女性3人組バンド。1991年解散。ピアノ担当の磯部智子は作曲家として活動中。
- グランドファーザーズ

青山陽一、西村哲也、大田譲らによるバンド。ナゴムよりシングル「流れ星老人」をリリース後、鈴木博文が主宰するメトロトロンよりアルバムを2枚発表。1991年「大往生」と称して活動停止するが、2012年に21年ぶりにアルバムを発表した。
- グレイト・リッチーズ

『イカ天』にも出場したナゴムきっての痛快ロックンロール・バンド。「ナゴム脱退宣言」をし、キャプテン・レコードへと移行。ポテトチップス、ディープ&バイツ、Theピーズと共に“バカロック”なるシーンを一時形成していた。1990年メジャー・デビュー、1993年解散。ボーカルのマモルは後にワタナベマモルに改名し活動中。
- ケラ&ザ・シンセサイザーズ

1995年、元有頂天のケラと三浦俊一を中心に結成。1998年、新生ナゴムの第1弾アーティストとして1stアルバムをリリース。
- ゲんドうミサイル

パンクバンド。1990年に解散したが、2001年よりゲンドウミサイルと名を変え活動中。
- 真空メロウ

ヴォーカル／ギター・今井勝彦（現・今井三弦）、ベース・栗原賢一、ドラム・橋口公平からなる3ピースバンド。今井のハイトーンボイスと、シュールな歌詞、複雑なリズム展開によって構成された、ハードなバンドサウンドで人気を博した。2005年に解散（厳密には、ナゴムレコードとTiNSTARレーベルのコラボレートである「ナゴムスタア」の所属）。
- 新東京正義乃士

クラシック音楽を取り入れたパンクバンド。のちに筋肉少女帯に参加する三柴理（旧名・三柴“エディ”江戸蔵）が在籍していた。1985年解散。
- スクーター

1998年に活動を再開した新生ナゴムよりアルバムをリリース。
- 東京タワーズ

加藤賢崇がボーカルを務めた歌謡ロックバンド。
- 東京遊民 Co,Ltd.
- ドレミ合唱団

棚谷祐一、関島岳郎らによるユニット。棚谷はその後カーネーションに加入し、スピッツなどのプロデュースなども手がけながら2002年まで在籍。
- Picky Picnic

ナゴムでのデビューよりも先にドイツでデビューしていたノイエ・ドイチェ・ヴェレなテクノ・ユニット。メンバーには後にORIGINAL LOVEやザ・コレクターズに加入した小里誠（「飛鳥優司」名義）や、すでに漫画家としてデビューしていた玖保キリコも参加していた。
- 不思議なバレッツ
- PEATERS

大阪発のプラスチックス的、ニューウェイヴ・バンド。サンプラーを駆使した時代を先取りしたサウンドと全曲英語詞が特徴。
- マーガレット
- ミシン

後に「THE GARDNERS」を結成するメンバーが在籍。
- みのすけ

有頂天・筋肉少女帯にドラマーとして在籍し、ソロ活動も行う。現・劇団「ナイロン100℃」の俳優。2001年に2ndソロアルバムをナゴムから発表している。
- ミンカパノピカ

「ミンナカゲキにパノラマピカブー」略してミンカ・パノピカ。男性ボーカルにバックメンバーは全員女性という構成のテクノポップバンド。『イカ天』出場。
1994年に活動休止するも、2005年からボーカルのエイジ以外メンバーを一新して再始動。
- ミン&クリナメン

ボーカルに「セミを食う」「全裸で自傷」などの過激なパフォーマンスで話題となった泯比沙子、ベーシストに後にTHE HIGH-LOWSに参加する調先人が在籍。1987年のメジャーデビュー後、間もなく解散。
- 木魚

1983年結成。リズムボックスにクラシックギターというダークな曲調にコミカルまたは哲学的な歌詞で支持される。
- モデルプランツ

ボーカルの安田理央を中心としたニューウェイブバンド。2009年12月、解散。
- モノグラム

テクノポップバンド。
- モノクロームワールド

ナゴムで唯一の耽美系ポジティブ・パンクバンド。ボーカル、作詞・作曲の田沢智は現在、ナレーター、声優としても。活動中。
- ロシアバレエ団

後に漫画家となった中尊寺ゆつこがバレリーナのコスプレをして歌っていたバンド。メンバーが学生だったため、卒業とともに解散。

## 作品リスト
| アーティスト『タイトル』                           | 媒体             | 型番                 | 発売日                  | 備考 |
| 有頂天『1st』                                      | ソノシート EP    | NG-001 NG-035        | 1983/05 1987/04         | |
| 空手バカボン『バカボンのススメ』                   | ソノシート EP    | NG-002               | 1983/09 1987/09         | 紫ジャケット 黒ジャケット |
| 有頂天『土俵王子』                                 | LP 12cmCD        | NG-003L NG-076       | 1983/11 1992/10         | |
| グレイトリッチーズ『パワーアップ』                 | ソノシート       | NG-004               | 1983/12                 | |
| オレンヂチューブ『ORANGE TUBE』                    | EP               | NG-005TR             | 1984/03                 | |
| 木魚『幸福の条件』                                 | LP               | NG-006L              | 1984/05                 | |
| ケラ『（無題）』                                   | ソノシート       | NG-007               | 1984/06                 | 非売品 |
| モノクロームワールド『MONOCHROME WORLD』           | EP               | NG-007TR             | 1984/06                 | |
| 有頂天『鹿鳴館第二期最終演奏会』                   | VHS              | NG-008               | 1984/05                 | 150本限定生産 |
| カーネーション『夜の煙突』                         | EP               | NG-009               | 1984/11                 | |
| V.A.『あつまり ナゴムオムニバス』                  | LP 12cmCD        | NG-010L NG-78        | 1984/12 1992/09         | （参加バンド） 筋肉少女帯 東京遊民Co.Ltd 不思議なバレッツ 新東京正義乃士 カヌーズ ドレミ合唱団                                                                    |
| ばちかぶり『ばちかぶり』                           | EP               | NG-011L              | 1985/01                 | |
| 新東京正義乃士『不滅への挑戦』                     | EP+ソノシート    | NG-012               | 1985/09                 | |
| V.A.『ナゴムレコードの黄金時代』                   | VHS              | NG-013 NG-037 NG-085 | 1985/05 1987/03 1992/12 | （参加バンド） 東京タワーズ グレイトリッチーズ 新東京正義乃士 空手バカボン カーネーション 木魚 モノクロームワールド オレンヂチューブ 有頂天                       |
| ケラ『愛のまるやけ』                               | EP+ソノシート    | NG-014               | 1985/07                 | |
| ケラ『アニマルカフェ』                             | EP+ソノシート    | NG-015               | 1985/07                 | |
| 空手バカボン『孤島の檻』                           | EP               | NG-016               | 1985/09                 | |
| 筋肉少女帯『とろろの脳髄伝説』                     | コンパクトLP     | NG-017               | 1985/08                 | |
| ばちかぶり『一流』                                 | EP               | NG-018               | 1985/09                 | 初回盤はソノシート付属 |
| ゲんドうミサイル『ゲんドうミサイル』               | EP               | NG-019               | 1985/09                 | |
| 有頂天『ベジタブル』                               | EP               | NG-021               | 1986/03                 | |
| ケラ『展開図』                                     | EP               | NG-022               | 1986/03                 | |
| 死ね死ね団『Greatest Baka Hits』                   | EP               | NG-023               | 1986/04                 | |
| ケラ『RECORD』                                     | LP               | NG-024               | 1986/06                 | |
| V.A.『はじまり ナゴムオムニバスII』                | LP 12cmCD        | NG-025 NG-081        | 1986/07 1992/12         | （参加バンド） 空手バカボン グレイトリッチーズ オレンヂチューブ 木魚 有頂天                                                                                       |
| 有頂天『ベジタリズム』                             | VHS              | NG-026 NG-084        | 1986/07 1992/12         | |
| ロシアバレエ団『シンクーム』                       | EP               | NG-027               | 1986/07                 | |
| ゲんドうミサイル『I・YA・DA!』                     | EP               | NG-028               | 1986/08                 | 初回版はソノシート付属 |
| Pickey Picnic『LOVELY WATER PEACEFUL』             | ソノシート       | NG-029               | 1986/09                 | |
| 人生(ZIN-SAY!) 『9TUNES(FOR MIRAI)』               | ソノシート       | NG-030               | 1986/09                 | 卓球の勉強部屋で自宅録音された音源 |
| ミシン『森に住む木菟』                             | ソノシート       | NG-031               | 1986/09                 | |
| PEATERS『PEATERS』                                 | ソノシート       | NG-032               | 1986/09                 | |
| 木魚『大明神』                                     | ソノシート       | NG-033               | 1986/10                 | |
| グレイトリッチーズ『ゴールデンヒッツ』             | EP               | NG-034               | 1986/10                 | 「パンチパーマはえらかった」を収録 |
| 筋肉少女帯『ノゾミ・カナエ・タマエ』               | 45回転12インチ盤 | NG-036               | 1987/03                 | 「ドリフター」を収録 |
| ミン＆クリナメン『世界によろしく』                 | EP               | NG-038               | 1987/04                 | |
| 『没中時代』                                       | VHS              | NG-039 NG-087        | 1987/02 1995/           | ケラ監督の自主制作映画 |
| 人生(ZIN-SAY!) 『LOVE』                            | EP               | NG-040               | 1987/05                 | 初回盤は短い3曲（ギャグ）入りソノシート付属 |
| ミシン『彼はエンゼルフィッシュではなくグッピー』   | EP               | NG-041               | 1987/07                 | |
| 筋肉少女帯『高木ブー伝説』                         | EP               | NG-042               | 1987/07                 | 後に自主回収 |
| 人生(ZIN-SAY!) 『FASCINATION』                     | EP               | NG-043               | 1987/07                 | ポスター・ジャケット |
| 加藤賢崇『THE COMPLEAT いぬちゃん』                | ソノシート+BOOK  | NG-044               | 1987/10                 | |
| クララサーカス『ANGEL ORPHAN』                     | ソノシート       | NG-045               | 1987/09                 | |
| ばちかぶり『白人黒人黄色人種』                     | LP               | NG-046               | 1988/01                 | |
| 空手バカボン『バカボンの頭脳改革－残酷お子供地獄』 | LP               | NG-047               | 1988/02                 | |
| 人生(ZIN-SAY!) 『顔として…』                       | LP付きソノシート | NG-048               | 1988/01                 | おばば（ex 分度器）の屁入りのソノシートがメイン。LPはおまけ。 |
| ケラ＆ジ・インディーズ『シャイコナボックス』       | LP 12cmCD        | NG-049 NG-068        | 1988/01 1990/01         | LPは『Mrナゴム＆ジ・インディーズ』名義 |
| V.A.『昔、ナゴムレコードがあった』                 | VHS              | NG-050 NG-086        | 1988/03 1992/12         | （参加バンド） 死ね死ね団 ゲんドうミサイル 人生(ZIN-SAY!) 木魚 筋肉少女帯 ケラ＆ジ・インディーズ ばちかぶり                                                       |
| 有頂天『もっとサティスファイド』                   | ソノシート       | NG-051               | 1988/04                 | ナゴムFC『イゴール』特典 |
| V.A.『おまつり ナゴムオムニバスIII』               | LP 12cmCD        | NG-052 NG-067        | 1988/04 1990/01         | （参加バンド） カステラ えろちか ミンカパノピカ モノグラム グランドファーザーズ 観客withナゴムオールスターズ クララサーカス エピークラブ モデルプランツ 痛郎 たま |
| たま『でんご』                                     | EP               | NG-053               | 1988/06                 | |
| グランドファーザーズ『流れ星老人』                 | EP               | NG-054               | 1988/06                 | |
| アルルカン『アルルカン』                           | EP               | NG-055               | 1988/06                 | |
| ミンカパノピカ『LOVE SPY』                         | EP               | NG-056               | 1988/09                 | |
| ミシン『走れ馬車馬』                               | EP               | NG-057               | 1988/11                 | |
| 痛郎『BUT I DID NOT WANT TO BE』                   | EP               | NG-058               | 1988/11                 | |
| 加藤賢崇『MORE!! COMPLEAT いぬちゃん』             | ソノシート+BOOK  | NG-059               | 1988/11                 | |
| ばちかぶり『SWIM-酔夢-』                           | EP               | NG-060               | 1989/07                 | |
| 死ね死ね団『LIVE AT BIG EGG』                      | EP               | NG-061               | 1989/05                 | ジャケットはBUCK-TICKのメジャー1stのパロディー |
| たま『しおしお』                                   | LP               | NG-062               | 1989/10                 | |
| マーガレット『月の裸』                             | EP               | NG-063               | 1989/10                 | |
| 筋肉少女帯『ナゴム全曲集』                         | 12cmCD           | NG-064               | 1990/01                 | ベストアルバム |
| ケラ『ナゴム全曲集』                               | 12cmCD           | NG-065               | 1990/03                 | ベストアルバム |
| 空手バカボン『ベスト』                             | 12cmCD           | NG-069               | 1990/02                 | ベストアルバム |
| クララサーカス『ミス・フラワー・バイスィクル』     | EP               | NG-070               | 1990/                   | |
| ミンカパノピカ『HECKELL JACKELL』                  | EP               | NG-071               | 1990/                   | |
| マサ子さん『ムウ＝ミサ』                           | EP               | NG-072               | 1990/                   | |
| 人生『SUBSTANCE III』                              | 12cmCD           | NG-073               | 1992/08                 | |
| 人生『SUBSTANCE V』                                | 12cmCD           | NG-074               | 1992/09                 | |
| ミンカパノピカ『80'S SONGS』                       | 12cmCD           | NG-075               | 1992/08                 | ベストアルバム |
| 有頂天『ベジタブル 1984～1987』                    | 12cmCD           | NG-077               | 1992/10                 | ベストアルバム |
| ばちかぶり『ザ・ベスト・オブ・ばちかぶり』         | 12cmCD           | NG-079               | 1992/12                 | ベストアルバム |
| ばちかぶり『ザ・ワースト・オブ・ばちかぶり』       | 12cmCD           | NG-080               | 1992/12                 | ベストアルバム |
| 木魚『幸福の条件』                                 | 12cmCD           | NG-082               | 1992/12                 | ベストアルバム |
| ザ・シンセサイザーズ『ザ・シンセサイザーズ』       | 12cmCD           | RRCN-1001            | 1998/04/05              | |
| スクーター『ガッタブル』                           | 12cmCD           | RRCN-1002            | 1998/05/21              | |
| みのすけ『たまゆら』                               | 12cmCD           | NG-090               | 2001/07                 | |
| ケラ『ナゴムコレクション』                         | 12cmCD×2         | DDCH-2501/2          | 2005/08/24              | ベストアルバム |
| 空手バカボン『ナゴムコレクション』                 | 12cmCD×2         | DDCH-2503/4          | 2005/08/24              | ベストアルバム |
| たま『ナゴムコレクション』                         | 12cmCD           | DDCH-2505            | 2005/08/24              | ベストアルバム |
| マサ子さん『ナゴムコレクション』                   | 12cmCD           | DDCH-2506            | 2005/08/24              | ベストアルバム |
| ミンカパノピカ『ナゴムコレクション』               | 12cmCD           | DDCH-2507            | 2005/08/24              | ベストアルバム |
| 有頂天『ナゴムコレクション』                       | 12cmCD×2         | DDCH-2508/9          | 2005/12/07              | ベストアルバム |
| 木魚『ナゴムコレクション』                         | 12cmCD           | DDCH-2510            | 2005/12/07              | ベストアルバム |
| ゲんドうミサイル『ナゴムコレクション』             | 12cmCD           | DDCH-2511            | 2005/12/07              | ベストアルバム |
| 死ね死ね団『ナゴムコレクション』                   | 12cmCD           | DDCH-2512            | 2005/12/07              | ベストアルバム |
| 人生『ナゴムコレクション』                         | 12cmCD           | DDCH-2513            | 2006/03/23              | ベストアルバム |
| V.A.『ナゴムポップスコレクション』                 | 12cmCD           | DDCH-2514            | 2006/03/23              | （参加バンド） カーネーション グランドファーザーズ クララサーカス ドレミ合唱団 Pickey Picnic カヌーズ                                                             |
| 筋肉少女帯『ナゴムコレクション』                   | 12cmCD           | DDCH-2515            | 2006/06/21              | ベストアルバム |
| グレイトリッチーズ『ナゴムコレクション』           | 12cmCD           | DDCH-2516            | 2006/06/21              | ベストアルバム |
| ばちかぶり『ナゴムコレクション』                   | 12cmCD×2         | DDCH-2517/8          | 2007/03/21              | ベストアルバム |
| No Lie-Sense『First Suicide Note』                 | 12cmCD           | CDSCL-1542           | 2013/11/06              | |
| 直枝政太郎 『東京ゴジラ』                          | 12cmCD           | CDSOL-1544           | 2013/12/18              | |
| ケラ＆ザ・シンセサイザーズ 『BROKEN FLOWER』       | 12cmCD           | CDSOL-1634           | 2015/6/17               | |
| 有頂天 『lost and found』                          | 12cmCD           | CDSOL-1653           | 2015/6/17               | |
| KERA 『SOUVENIR』                                  | 12cmCD           | NG-091               | 2020/12/12              | LIVE入場者配布(5曲入) |
| KERA 『現在地』                                    | 12cmCD           | NG-092               | 2023/3/25               | LIVE会場限定販売 |

## 参考図書
- 平田順子 『ナゴムの話-トンガッチャッタ奴らへの宣戦布告-』 太田出版 2000年 ISBN 4872335163